# NGC 5746
NGC 5746 أو إن جي سي 5746 هي مجرة حلزونية ضلعية ضمن كوكبة العذراء.
تبعد 95 مليون سنة ضوئية.